# إسماعيل كرامي
إسماعيل كرامي (ولد في 12أبريل 1984 في المنامة، البحرين) لاعب كرة قدم بحريني سابق وحاليا مدرب كرة قدم. يتولى حاليا منصب مدرب نادي الرفاع الشرقي الذي ينافس في الدوري البحريني الممتاز منذ 2023.